# Mondés
Os Mondés (Salamãi) são grupos indígenas cujas línguas pertencem à família lingüística mondé.